# Eucalyptus quadricostata
Eucalyptus quadricostata är en myrtenväxtart som beskrevs av Murray Ian Hill Brooker. Eucalyptus quadricostata ingår i släktet Eucalyptus och familjen myrtenväxter. Inga underarter finns listade i Catalogue of Life.